# Bowman (Caroline du Sud)
Pour les articles homonymes, voir Bowman.
Bowman est une ville du comté d'Orangeburg en Caroline du Sud, aux États-Unis.

## Démographie
| 1900 | 1910 | 1920 | 1930 | 1940 | 1950 |
| ---- | ---- | ---- | ---- | ---- | ---- |
| 134  | 327  | 733  | 754  | 799  | 857  |

| 1960  | 1970  | 1980  | 1990  | 2000  | 2010 |
| ----- | ----- | ----- | ----- | ----- | ---- |
| 1 106 | 1 095 | 1 137 | 1 063 | 1 198 | 968  |